# Pelahatchie
Pelahatchie är en kommun (town) i Rankin County i Mississippi. Vid 2010 års folkräkning hade Pelahatchie 1 334 invånare.